# Arnold Senfft von Pilsach
Arnold Senfft von Pilsach (ur. 2 marca 1859 w Grzmiącej, zm. 17 lutego 1919 w Gdańsku) – niemiecki polityk, Landeshauptmann Prus Zachodnich oraz pruski Landrat

## Życiorys
Arnold Senfft von Pilsach wybrał się w lutym 1891 roku do stolicy Samoa, Apii, gdzie zajął nowo utworzone stanowisko prezydenta magistratu miasta Apia. Jego następcą w 1894 roku został Ernst Schmidt Dargitz. Arnold Senfft von Pilsach powrócił do Prus. Otrzymał tu stanowisko Landrata powiatu Cammin i. Pom. na Pomorzu. W styczniu 1901 roku objął urząd Landrata Malborka.
W 1910 roku von Pilsach został przeniesiony do Gdańska na stanowisko Landeshauptmanna prowincji Prus Zachodnich. Zmarł 17 lutego 1919 roku w szpitalu miejskim w Gdańsku.